# Bosnia
La Bosnia (in bosniaco Bosna / Босна) è un'area storico-geografica parte settentrionale del Paese della Bosnia ed Erzegovina. A sud confina con un'altra area storico-geografica, l'Erzegovina. La città principale è Sarajevo.

## Storia
La regione ha formato un'entità geopolitica comune dai periodi medioevali, e con Bosnia ci si riferisce generalmente all'insieme delle due regioni. L'uso ufficiale del nome completo comprendente entrambe le regioni è iniziato durante l'occupazione Austro-Ungarica.
La Bosnia ed Erzegovina fu al centro del conflitto balcanico all'inizio degli anni novanta del XX secolo (Guerra in Bosnia ed Erzegovina) e di un problema diplomatico di difficile soluzione: i croati erano i primi occupanti del territorio e, come nella Seconda Guerra mondiale, un movimento irredentista rivendicava la sovranità croata persa su quelle zone. D'altra parte, un regime croato era il responsabile dell'esodo dei serbi; e più in generale, dopo le guerre mondiali, i serbi erano sparsi in tutta l'area balcanica e non avevano più una propria terra nella quale creare un loro Stato.

## Geografia
Si estende a ridosso delle Alpi Dinariche, su una piccola porzione della Pannonia, con i fiumi Sava e Drina che contrassegnano i rispettivi confini settentrionali ed orientali. La regione che si estende a sud è invece l'Erzegovina con la quale costituisce attualmente il territorio della Bosnia ed Erzegovina. La Bosnia è bagnata dal Mar Adriatico per pochi chilometri di costa. Questa regione etnica venne creata dagli ottomani nel calderone balcanico, e prende il nome dal fiume Bosna, che l'attraversa.
La sua estensione è circa 41.000 km² e rappresenta più o meno l'80% del territorio dell'attuale stato della Bosnia ed Erzegovina. Non ci sono confini netti fra le due regioni di Bosnia e di Erzegovina.

## Subregioni
- Bosanska Krajina
- Posavina
- Semberija

## Galleria d'immagini

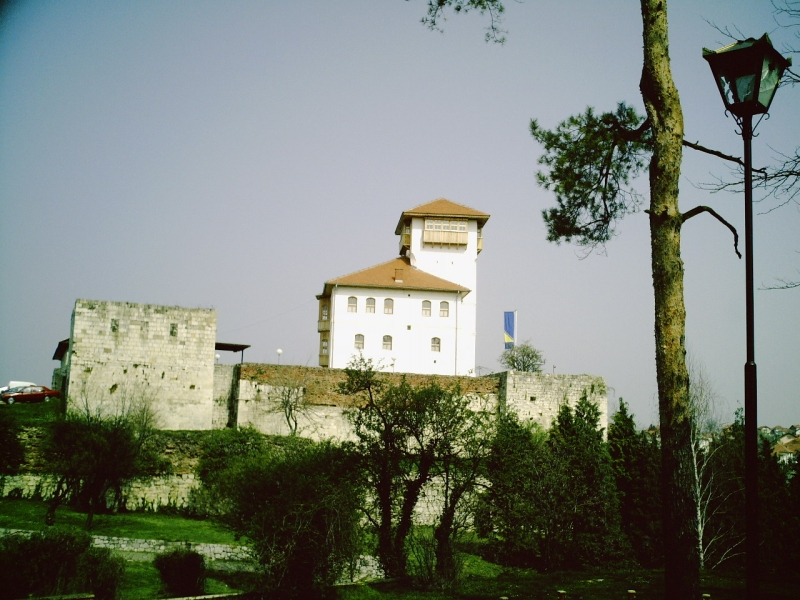
Gradačac - castello
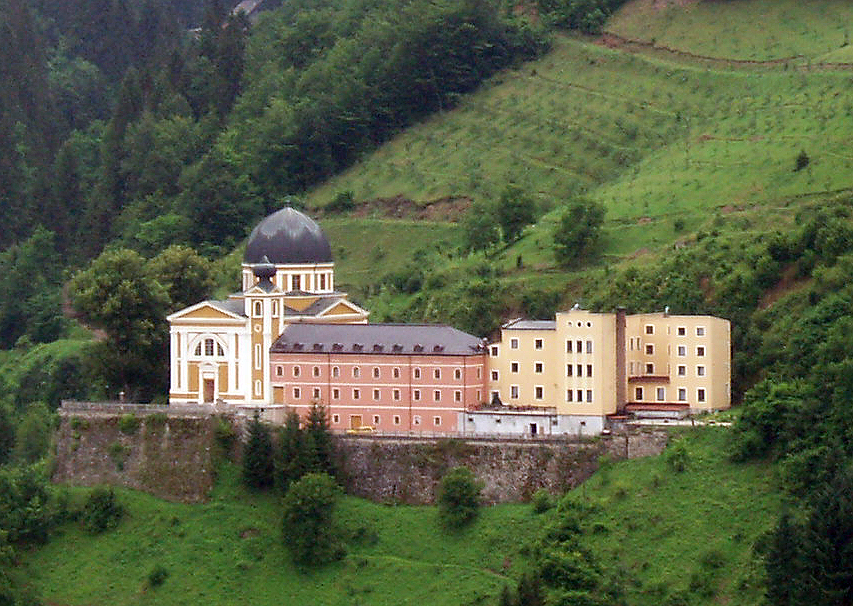
Monastero francescano a Fojnica
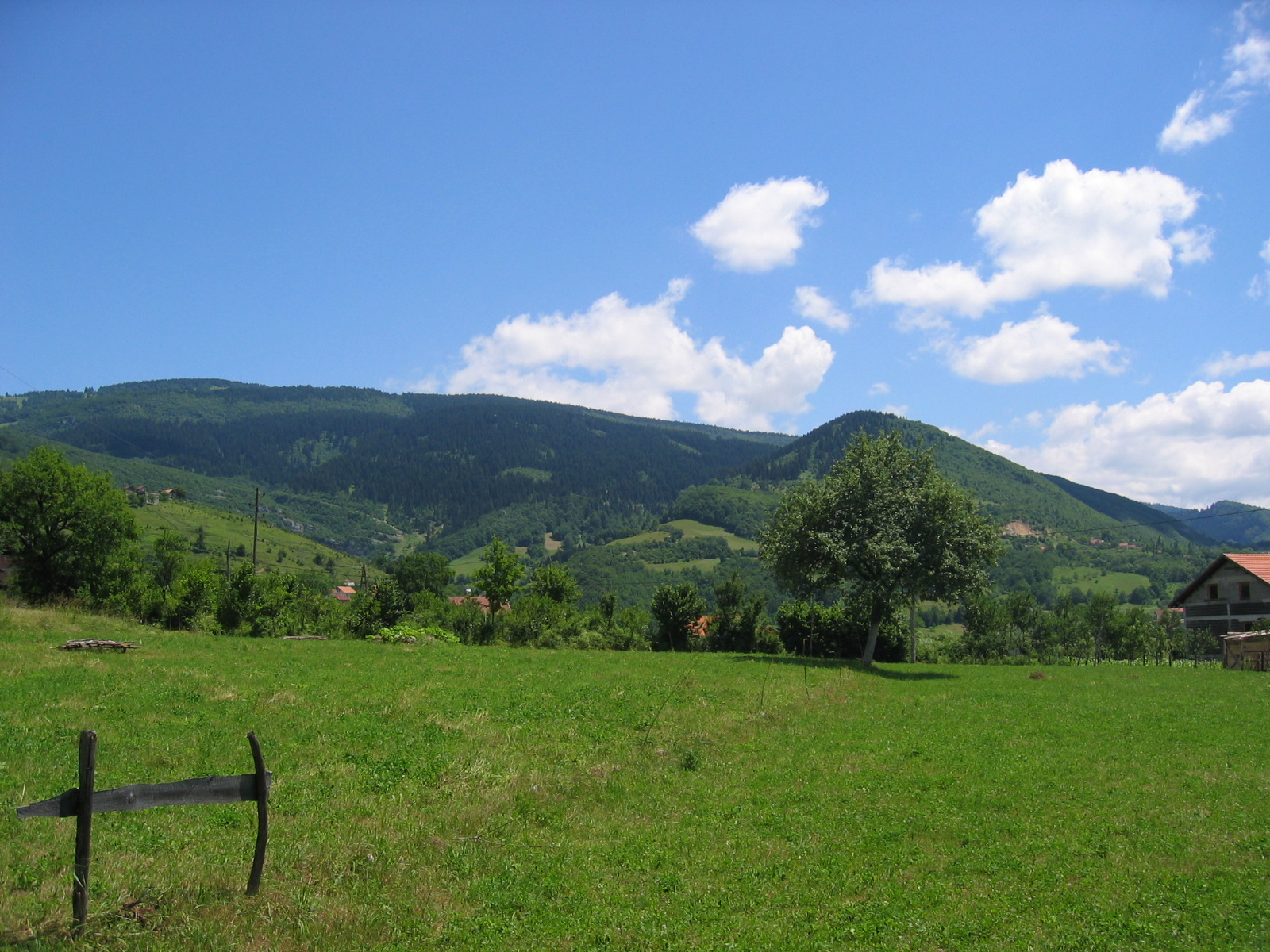
Montagne della Bosnia
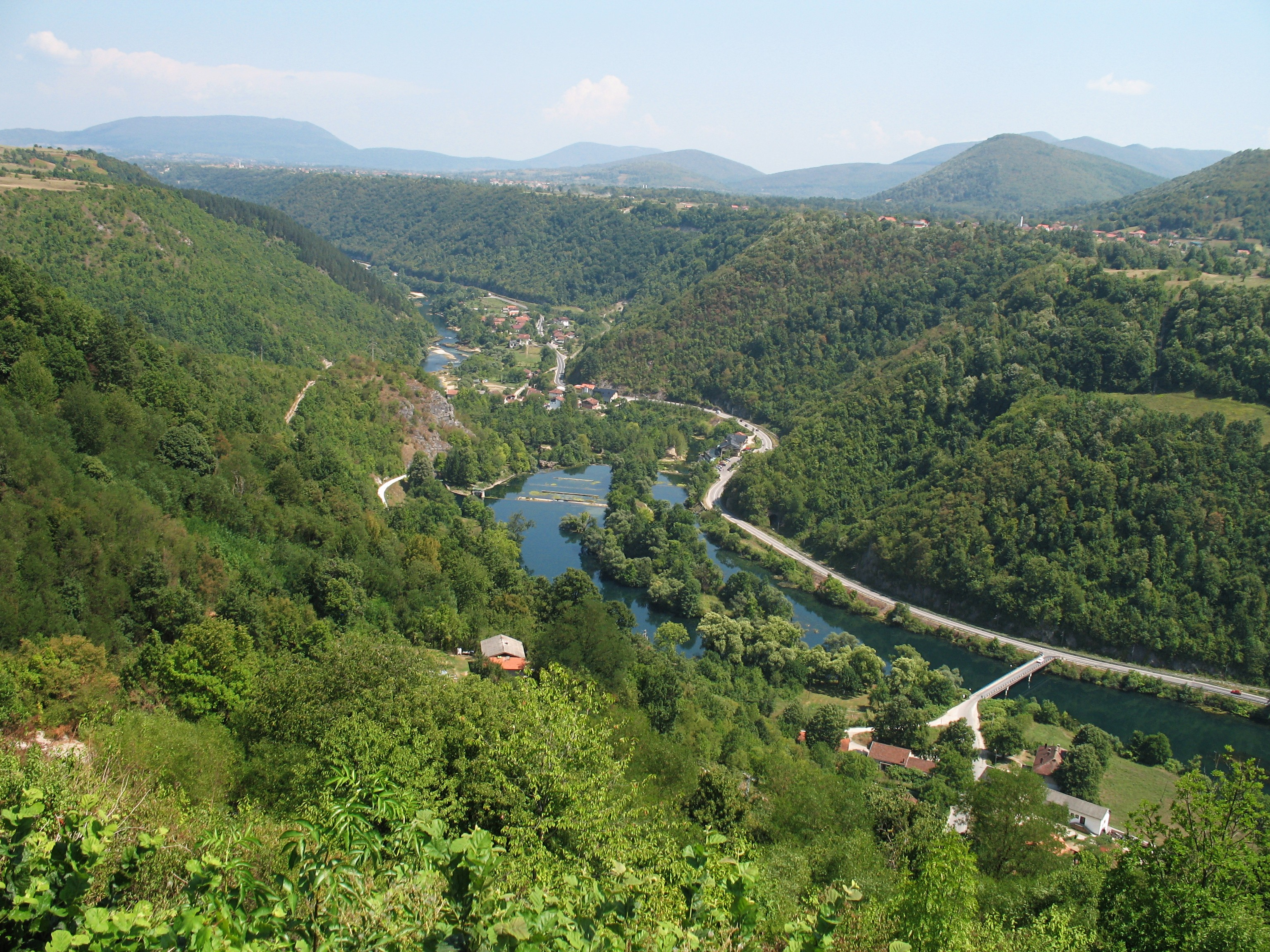
Fiume Una a Brekovica